# 아서 래퍼
아서 베츠 래퍼(Arthur Betz Laffer, 1940년 8월 14일 ~ )는 미국의 경제학자로 레이건 행정부에서 경제정책조언회 일원으로 처음 명성을 얻었다.

## 생애 및 경력
래퍼는 오하이오주 영스타운에서 태어났다.

## 학력
- 예일대학교 (경제학/학사)
- 스탠퍼드 대학교 (MBA)
- 스탠퍼드 대학교 (경제학/박사)

## 같이 보기
- 공급측면 경제학
- 낙수 경제